# Maurepas (Yvelines)
Maurepas /moʀˈpa/ è un comune francese di 19 110 abitanti situato nel dipartimento degli Yvelines nella regione dell'Île-de-France.

## Società

### Evoluzione demografica
Abitanti censiti

## Amministrazione

### Gemellaggi
Maurepas è gemellata con:
- Tirat Carmel
- Usedom
- Henstedt-Ulzburg
- Mopti
- Waterlooville